# Pola Raksa
Pour les articles homonymes, voir Pola.
Pola Raksa est une actrice polonaise, née à Lida (aujourd'hui en Biélorussie) le 14 avril 1941. Elle était très populaire en Pologne dans les années 1960 et 1970.

## Biographie
Après la Seconde Guerre mondiale qui voit l'annexion de sa région d'origine à l'Union soviétique, la famille Raksa s'installe à Leśnica (pl), un quartier de la ville de Wrocław.
La carrière artistique de Pola débute dans les années 1950, quand elle est remarquée par un journaliste du magazine Dookoła Świata (pl) dans un bar. Il prend des photos de la jeune fille, qui sont publiées dans le magazine comme « la Fille de la semaine ».
Après avoir achevé sa scolarité secondaire au lycée n° 1 de Wrocław (pl), elle commence à étudier à l'université de sa ville les lettres polonaises (pl), avant de s'inscrire à l'École nationale de cinéma de Łódź. Avant même d'avoir obtenu son diplôme, en 1964, elle fait ses débuts sur scène. De 1964 à 1968, elle joue au Teatr Powszechny (pl) à Łódź, puis à Varsovie, au Teatr Współczesny (pl).
Parallèlement au tournage de nombreux films, elle joue en effet régulièrement au théâtre, commençant par le rôle de Juliette dans Roméo et Juliette de Shakespeare, celui de Mary Warren (en) des Sorcières de Salem d'Arthur Miller ou Agnès de L'École des femmes de Molière à Łódź, ou dans des pièces de Sławomir Mrożek, George Bernard Shaw, Alfred de Musset, Tolstoï, Thomas Stearns Eliot, Pavel Landovský, Ernest Bryll (pl), Strindberg, Max Frisch, Bertolt Brecht, Oscar Wilde et apparaît régulièrement au théâtre télévisé notamment dans les pièces déjà citées et dans Antigone de Sophocle, Michel Fermaud, Patrick Quentin, Alain-Fournier, Ingmar Bergman, etc.,.
Pola Raksa a été récompensée par de nombreux prix et distinctions en Pologne et à l'étranger.
En 2003, les lecteurs du quotidien Super Express la désignent comme la meilleure de toutes les actrices polonaises blondes.
Après avoir mis fin sa carrière d'actrice au cinéma (en 1986, définitivement en 1993) puis au théâtre (1999), elle devient active comme styliste, notamment de vêtements, scénographe et peintre sur des matériaux non conventionnels. Elle a été chroniqueuse de mode pour le journal Rzeczpospolita.

## Filmographie
- 1960 : Szatan z siódmej klasy (pl), de 	Maria Kaniewska d'après le roman de Kornel Makuszyński : ses débuts au cinéma
- 1960 : Rzeczywistość (pl) d'Antoni Bohdziewicz d'après le roman de Jerzy Putrament
- 1963 : Ich dzień powszedni (pl) (Leur jour ordinaire) d'Aleksander Ścibor-Rylski
- 1964 : Panienka z okienka (pl) de 	Maria Kaniewska d'après le roman de Jadwiga Łuszczewska
- 1964 : Pas de divorce de 	Jerzy Stefan Stawiński
- 1964 : Le Manuscrit trouvé à Saragosse (Rękopis znaleziony w Saragossie) de Wojciech Has d'après le roman de Jan Potocki
- 1965 : Cendres (Popioły) d'Andrzej Wajda
- 1965 : Błękitny pokój de Janusz Majewski : Izabela
- 1966 : Nocturne (lv) (en russe Ноктюрн, en letton Noktirne), film soviétique (letton) où elle joue le rôle d'une infirmière française, Yvette
- 1966 : Czterej pancerni i pies (« Quatre tankistes et un chien ») de Konrad Nałęcki et Andrzej Czekalski, série télévisée où elle tient dans plusieurs épisodes le rôle récurrent de la jolie sergente russe Marusia Ogoniok (pl), petite amie du mitrailleur Janek interprété par Janusz Gajos
- 1966 : Bicz Boży (pl) (Le Fléau de Dieu, littéralement Le Fouet de Dieu) de Maria Kaniewska (musique de Wojciech Kilar)
- 1967 : Paryż-Warszawa bez wizy (pl) (Paris-Varsovie sans visa)
- 1967 : Zosia (ru), film soviétique qui lui a valu le prix du magazine Sovietski Ekran au Festival international du film de Moscou
- 1968 : Przygoda z piosenką de Stanisław Bareja
- 1970 : Oszlopos Simeon[7], film hongrois de Károly Esztergályos (hu)
- 1970 : Pogoń za Adamem (pl) (À la poursuite d'Adam) de Jerzy Zarzycki
- 1973 : Hószakadás[8] (Chute de neige) film hungaro-bulgaro-polonais de Ferenc Kósa
- 1979 : Aria dla atlety (pl) de Filip Bajon (Aria pour un athlète)
- 1980 : Nic nie stoi na przeszkodzie[9] (Il n'y a pas d'obstacle) d'Hubert Drapella (pl)
- 1982 : Illusions perdues (Elveszett illúziók) de Gyula Gazdag d'après Illusions perdues[10] de Balzac
- 1986 : Tulipan (La Tulipe) (pl) série télévisée
- 1993 : Uprowadzenie Agaty (pl) (L'Enlèvement d'Agata) de Marek Piwowski (en)